# Opatov (district de Jihlava)
Pour les articles homonymes, voir Opatov.
Opatov (en allemand : Opatau) est une commune du district de Jihlava, dans la région de Vysočina, en République tchèque. Sa population s'élevait à 202 habitants en 2024.

## Géographie
Opatov se trouve à 13 km au sud-sud-est de Humpolec, à 15 km à l'ouest-nord-ouest de Jihlava, à 24 km au sud-sud-ouest de Havlíčkův Brod, 100 km au sud-est de Prague.

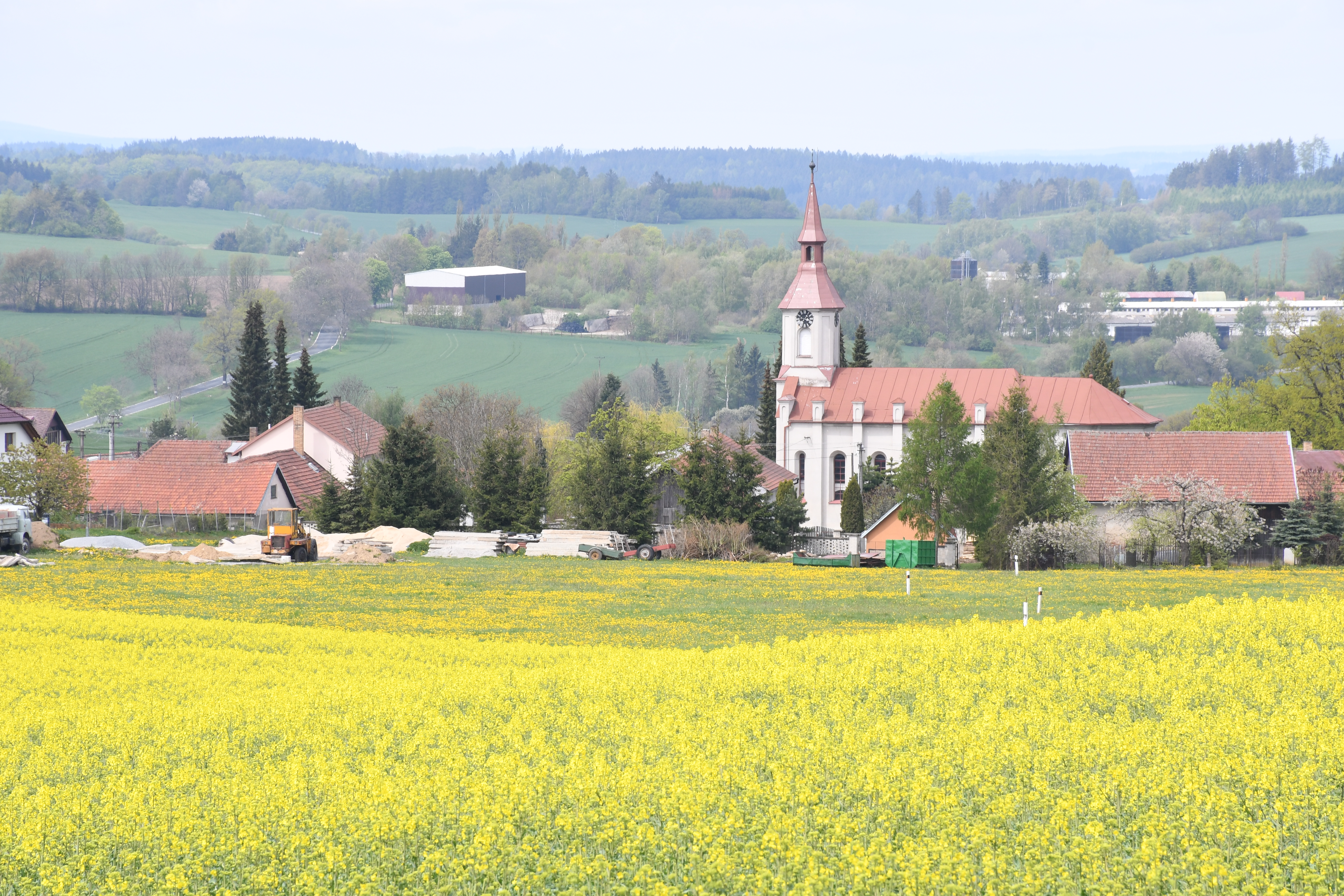
Opatov : vue générale.

La commune est limitée par Dudín au nord, par Zbilidy à l'est, par Dušejov et Jankov au sud et par Vyskytná et Zachotín à l'ouest.

## Histoire
La première mention écrite de la localité date de 1289.

## Transports
Par la route, Opatov se trouve à 14,5 km de Pelhřimov, à 18 km de Jihlava et à 117 km de Prague.